# Motorolie
 Denne artikel bør gennemlæses af en person med fagkendskab for at sikre den faglige korrekthed.

Motorolie er smøreolie, som er beregnet til forbrændingsmotorer. Den fremstilles almindeligvis af petroleum.

## Motoroliens opgaver
Motorolien har flere opgaver. En opgave er at smøre, det vil sige at holde friktionsfladerne i motoren adskilte. En anden er at afkøle ved at lede varme bort. En tredje er at beskytte motordelene mod korrosion, og en fjerde er at mindske vibrationerne og dermed dæmpe motorlyden. Motorolien har også en rensende funktion.

## Forskellige typer af motorolie
Moderne motorolie er i dag inddelt i tre klassificeringer:
- Gruppe III, som er mineralolie eller gas to liquid, som er en kemisk måde at fremstille paraffinolie af metangas.
- Gruppe IV er en PAO (poly-alfa-olefin)
- Gruppe V, som er meget usædvanlig.

Det der sælges mest af er en semisyntetisk olie, som indeholder 10 til 70 procent PAO. SAE 10W-40 er ikke en kvalitetsbetegnelse, men derimod en viskositetsklasse. De multigrade-olier som findes i dag dækker mange temperaturområder og har et meget høj viskositetsindeks, hvilket gør at man ikke behøver at skifte mellem sommer- og vinterolie.

### ACEA-systemet (Association des Constructeurs Européens d'Automobiles)
Dette system er beregnet til europæiske køretøjer og afløste det tidligere CCMC-system. ACEA inddeler motorolier i tre klasser, en for benzinmotorer (betegnelse A), en for lettere dieselmotorer (betegnelse B) og en for tunge dieselmotorer (betegnelse E).
- A1 Motorolie af samme kvalitet som A2, men med lavere krav til deformation og fordampning. Denne klasse er beregnet til såkaldte lavfriktionsolier med lav viskositet.
- A2 Opgradering af CCMC G4. Dette kvalitetsniveau opfylder minimumskravene for hovedparten af europæiske biler.
- A3 Opgradering af CCMC G5. Disse olier opfylder de højeste krav for slitagebeskyttelse, oxidationsstabilitet og lav fordampning.
- B1 Motorolie til lette dieselmotorer med samme kvalitetsniveau som B2, men med lavere krav til deformation og fordampning. Denne klasse er beregnet til såkaldte lavfriktionsolier med lav viskositet.
- B2 Opgradering af CCMC PD2. Dette kvalitetsniveau opfylder minimumskravene for hovedparten af europæiske lette dieselmotorer.
- B3 Opgradering af CCMC PD2. Disse olier opfylder de højeste krav for slitagebeskyttelse, oxidationsstabilitet og lav fordampning.
- C3-olier har lavere SAPS-værdier og er beregnet til at bruges i højtydende benzin- og lette dieselmotorer, hvor avancerede efterbehandlingssystemer som partikelfiltre (DPF) og trevejskatalysator (TWC) benyttes. De er almindeligvis kombineret med en række OEM-specifikationer: Daimler MB-Approval 229.31 / Daimler MB-Approval 229.51 / Volkswagen VW50200 / Volkswagen VW50500 / Volkswagen VW50501 / BMW Longlife 04 / Porsche (kun SAE 5W-40). (SAPS = Sulphated Ash, Phosphorus, Sulphur).
- C2 Samme som ACEA C3, men kun SAE 5W-30. Giver lavere slitagebeskyttelse, men bedre brændstoføkonomi.
- C1 Samme som ovennævnte, men denne norm opfylder de højeste værdier for slitagebeskyttelse, slamhåndtering og brændstoføkonomi.
- E1 Motorolie til tunge dieselmotorer. Dette kvalitetsniveau stemmer stort set overens med det tidligere CCMC D4, og er i første række tilegnet ældre motorer og normale skifteintervaller. I dag udgået.
- E2 Opgradering af CCMC D5. Disse olier opfylder højere krav end E1 angående cylinderpolering, renhed og sodhåndtering. Denne klasse er beregnet til dieselmotorer både med og uden turbolader, som arbejder under hårde forhold.
- E3 Markant opgradering af CCMC D5 i form af forbedret beskyttelse mod cylinderpolering, renhed af stempler, slitagebeskyttelse og sodhåndtering. Disse olier er beregnet til miljømotorer, Euro2, som arbejder under hårde forhold og med forlængede skifteintervaller.
- E4 Som E3, men med bl.a. bedre sodhåndtering. Til motorer som arbejder under hårde forhold og med ekstra forlængede skifteintervaller.
- E5 Højeste kvalitetsnorm. E5 er en almen opgradering af E3, tilpasset Euro3-motorer. Samme skifteinterval som E3, ikke ekstra forlængede.

## Livslængde
Eftersom motorolien har en rensende funktion, blandes den med tiden med fremmedlegemer og skal derfor udskiftes med jævne mellemrum. Normalt skal motorens oliefilter udskiftes samtidig med motorolien. Olieskifteintervallerne specificeres af motorfabrikanten. I visse motorers tilkøringsperiode skal motorolien udskiftes oftere, end når motoren er tilkørt.

## Longlife
Longlife-olier kom i 1990'erne, og i dag har næsten alle motorfabrikanter Longlife-skifteintervaller. Man skal dog opfylde alle krav for at kunne benytte sig af dette og endda opfylde garantivilkårene:
Volkswagens vilkår:
- For det meste længere køreture
- Begrænset antal koldstarter, og motorvarmerudtag benyttes mellem køreturene
- Sjældent kortere ture end 50 km
- Jævn kørestil
- Køretøjet skal benyttes dagligt

Volvo siger, at Longlife-skifteintervaller kan anvendes ved normale forhold. Usædvanlige køreforhold kan for eksempel være:
- Kortere kørestrækninger end 10 km ved temperaturer under 0 °C
- Temperaturer under 5 °C
- Meget kø-, tomgangs- og lavfartskørsel (bykørsel)
- Langvarig kørsel med campingvogn eller anden anhænger
- Langvarig kørsel med hastigheder over 150 km/t
- Langvarig kørsel i støvede eller sandede omgivelser
- Langvarig kørsel i bjerge

## Olieniveau
Motoren forbruger en vis mængde olie under kørslen. Olieniveauet bør derfor kontrolleres med jævne mellemrum. Dette gøres med en oliemålepind. Totaktsmotorer smøres på grund af deres konstruktion efter et andet princip. Dette sker ved at smøreolien tilsættes brændstoffet.